# Зялам

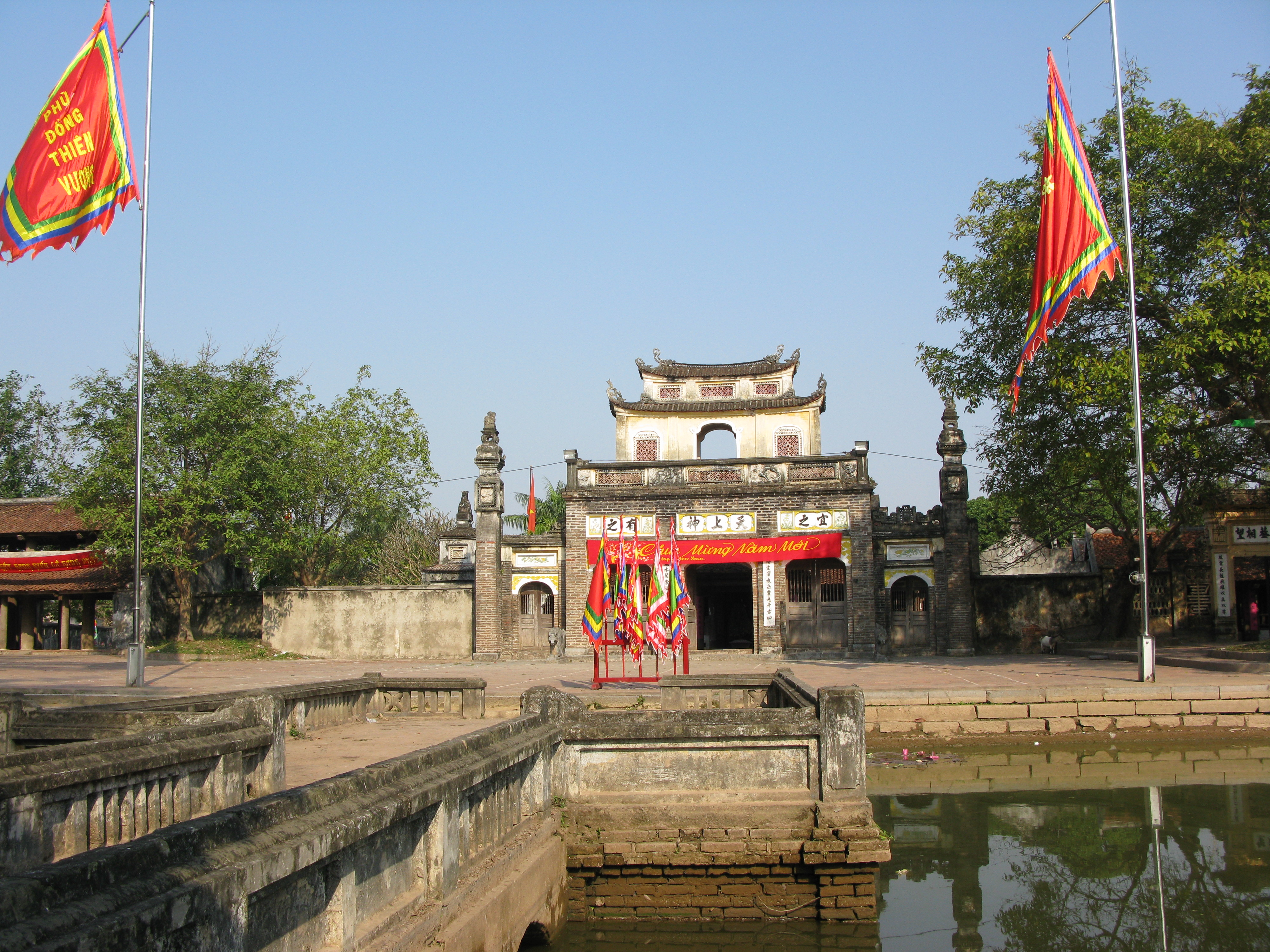
Главные ворота храма Фудонг

Зялам (вьет. Gia Lâm) — уезд Вьетнама, один из семнадцати сельских уездов, входящих в состав Ханоя. Площадь — 115 км², население — 211 тыс. человек, административный центр — город Йенвьен (вьет. Yên Viên). Уроженцем уезда являлся известный поэт Као Ба Куат.
Улица Фанданглыу в уезде Зялам является одним из крупнейших в Ханое «кварталом красных фонарей».

## История
В период династии Ле в общине Батчанг, богатой соответствующими глинами, достигло своего расцвета производство местного фарфора.
В 1920-х годах в Зяламе началось строительство новой промышленной зоны и реставрация железнодорожной станции. В 1936 году, накануне японского вторжения, французы открыли в уезде авиабазу Зялам. В сентябре 1940 года в ходе вторжения во Французский Индокитай японцы заняли авиабазу Зялам и разместили там свою авиацию (сохраняли своё присутствие до Августовской революции 1945 года).
В декабре 1946 года французские войска повторно заняли авиабазу Зялам, которую активно использовали во время Индокитайской войны. После поражения в битве при Дьенбьенфу французы передали авиабазу вьетнамцам, которые превратили её в свой главный аэродром в районе Ханоя.
Во время Вьетнамской войны авиабаза Зялам и соседние хранилища топлива были главными целями американской авиации (особенно объекты инфраструктуры аэропорта пострадали во время операции «Раскаты грома»). После Парижского мирного соглашения (1973) авиабаза Зялам являлась местом передачи американских военнопленных в ходе операции «Возвращение домой» (одним из солдат, вывезенных транспортными самолётами из Зялама на Филиппины, был будущий политик Джон Маккейн).
Долгое время на аэродроме Зялам находился главный офис государственной авиакомпании Vietnam Airlines.

## География
Уезд Зялам расположен на востоке от центра Ханоя (один из четырёх сельских уездов левобережного Большого Ханоя). На западе он граничит с районом Лонгбьен, на северо-западе — с уездом Донгань, на севере и востоке — с провинцией Бакнинь, на юго-востоке и юге — с провинцией Хынгйен, на юго-западе — с уездом Тханьчи и районом Хоангмай (граница проходит по реке Хонгха).
Река Дуонг делит уезд Зялам на две части — северную и южную.

## Административное деление
В настоящее время в состав уезда Зялам входят два города (thị trấn) — Чаукуи (вьет. Trâu Quỳ) и Йенвьен (вьет. Yên Viên), а также 20 сельских общин — Батчанг (вьет. Bát Tràng), Коби (вьет. Cổ Bi), Датон (вьет. Đa Tốn), Дангса (вьет. Đặng Xá), Диньсюен (вьет. Đình Xuyên), Донгзы (вьет. Đông Dư), Зыонгха (вьет. Dương Hà), Зыонгкуанг (вьет. Dương Quang), Зыонгса (вьет. Dương Xá), Кьеуки (вьет. Kiêu Kỵ), Кимлан (вьет. Kim Lan), Кимшон (вьет. Kim Sơn), Лети (вьет. Lệ Chi), Ниньхьеп (вьет. Ninh Hiệp), Фудонг (вьет. Phù Đổng), Футхи (вьет. Phú Thị), Чунгмау (вьет. Trung Màu), Вандык (вьет. Văn Đức), Йентхыонг (вьет. Yên Thường), Йенвьен (вьет. Yên Viên).

## Транспорт

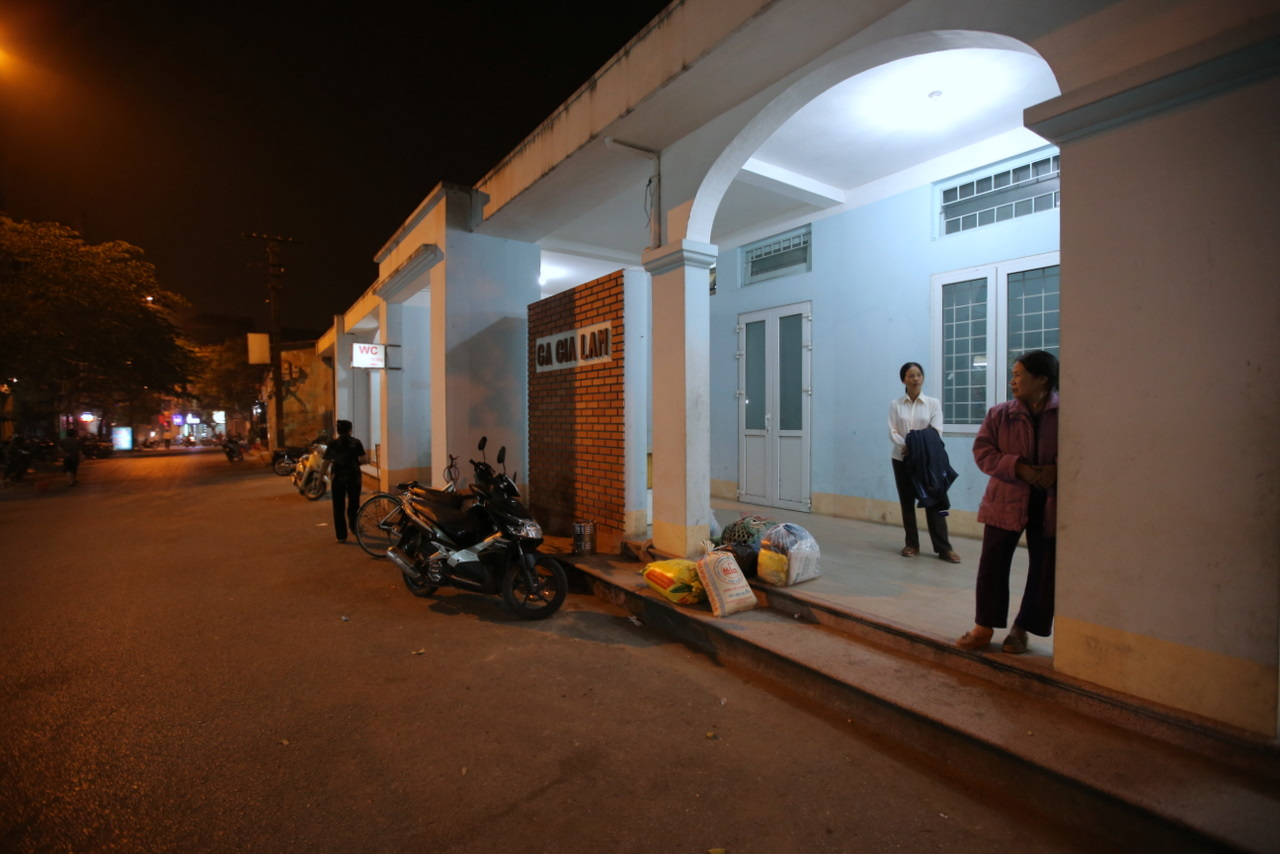
Станция Зялам

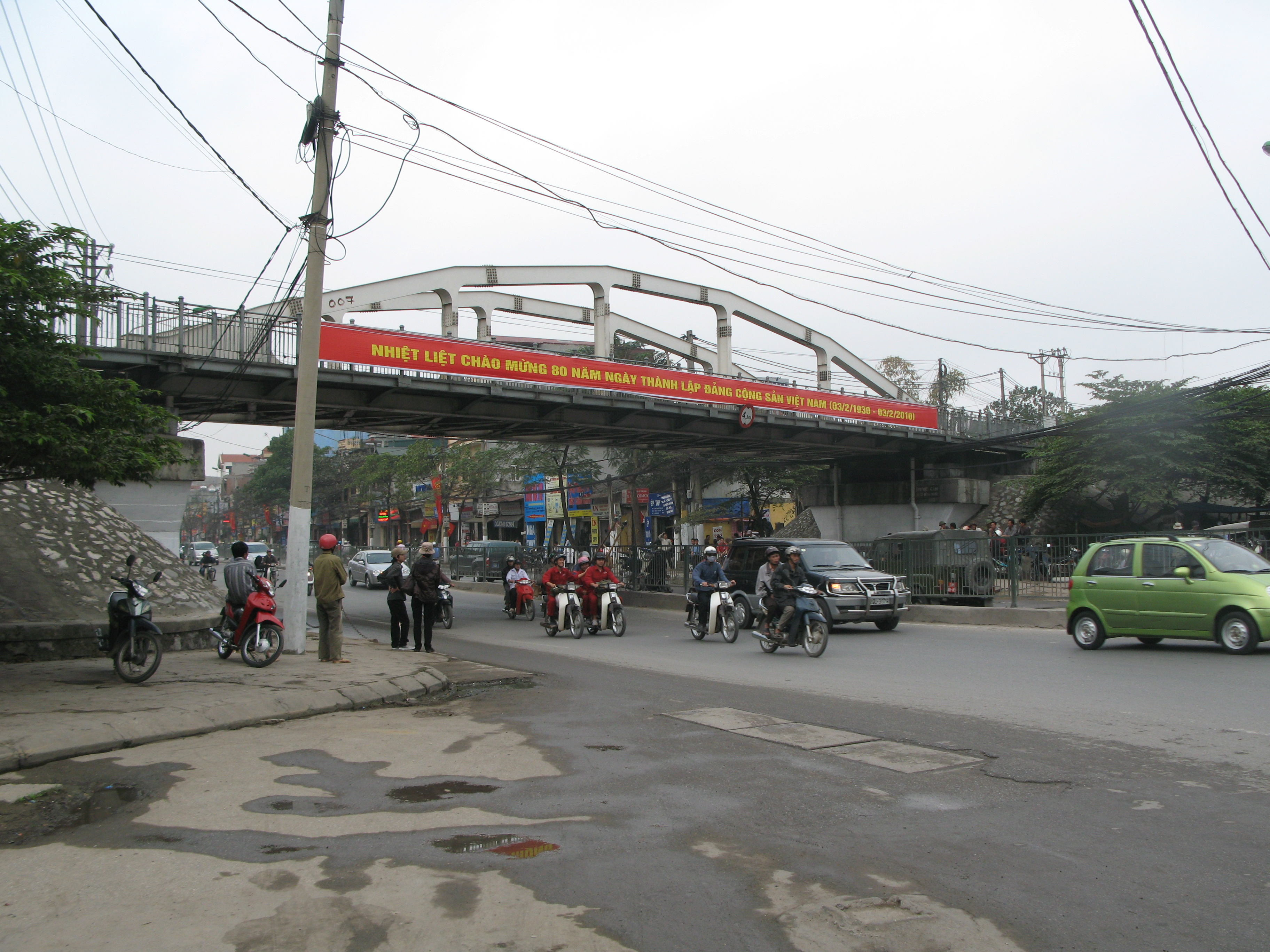
Мост Тюи

В уезде Зялам пересекаются национальные шоссе № 1А, 3, 5 и 17, а также скоростные шоссе № 4 Ханой — Хайфон и № 7 Ханой — Тхайнгуен. Кроме того, по территории уезда проходят железные дороги, соединяющие Ханой с китайской границей (и далее до Наньнина) и портом Хайфон. Крупнейшей станцией является Йенвьен Южная. На реках Хонгха и Дуонг имеется несколько причалов для небольших судов. Общественный транспорт представлен разветвлённой сетью автобусных маршрутов.
В общине Коби, между шоссе № 1А и 5 расположен крупнейший в Ханое логистический комплекс, обслуживающий экспортно-импортные операции всех промышленных зон и парков столицы.

### Военная база Зялам
В соседнем районе Лонгбьен расположена авиабаза Военно-воздушных сил Вьетнама Зялам (вьет. Sân bay Gia Lâm). Сегодня на ней базируются Ан-26, Ан-28, Ан-30, МиГ-21 и Ка-27. Авиабаза используется для подготовки военных лётчиков, а также для базирования туристических вертолётов (обзорные экскурсии к бухте Халонг) и самолётов малой авиации. У властей Ханоя имеются планы реорганизовать авиабазу в гражданский аэропорт для чартерных рейсов по северному Вьетнаму.

## Экономика

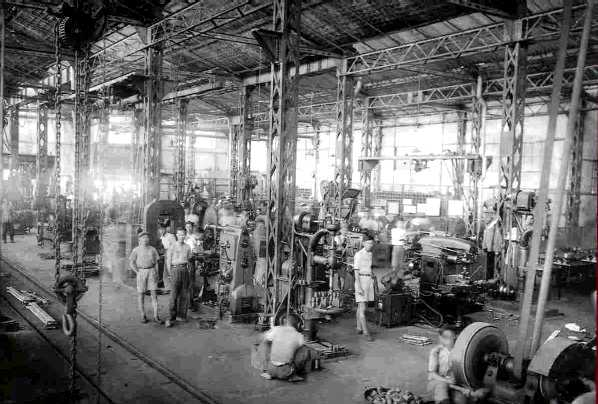
Железнодорожные мастерские Зялама, 1905 год

Ещё в период Французского Индокитая Зялам являлся важным транспортным узлом и промышленным центром, здесь работали железнодорожные мастерские и предприятия по производству стройматериалов. Сегодня в уезде имеются средние и крупные предприятия по производству электроники, пластмассовых изделий, сантехники, металлоконструкций, продуктов питания и одежды (в том числе Hoang Ha Plastic, INAX Giang Vo Sanitary Ware, Ha Noi Milk, Vinafood Corporation, Haprosimex, U-Mac Vietnam). Большинство промышленных предприятий сосредоточено в Ninh Hiep Industrial Zone и Phú Thị Industrial Park.
В уезде базируются крупнейший в Ханое рынок текстиля и одежды Ниньхьеп (вьет. Chợ vải Ninh Hiệp) и крупнейший в столице рынок керамики Батчанг. В соседнем городе Тышон (вьет. Từ Sơn) провинции Бакнинь расположена большая промышленная зона, в которой работает часть жителей Зялама.
В Зяламе строится много жилья для семей с низкими и средними доходами. Большие торговые центры и сетевые супермаркеты постепенно вытесняют традиционные рынки, что вызывает недовольство местных мелких торговцев.

## Культура

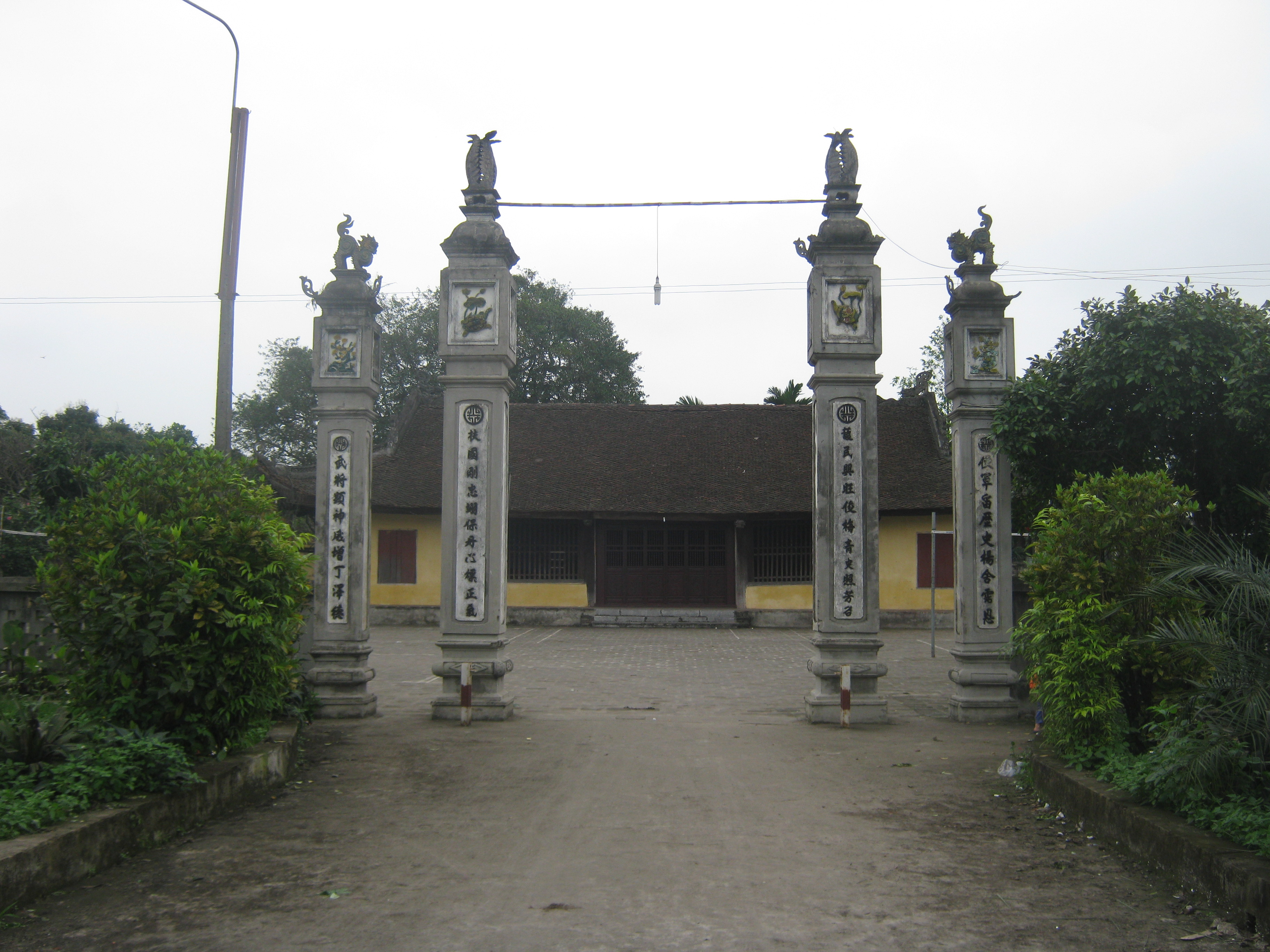
Храм Диньзыонгдань

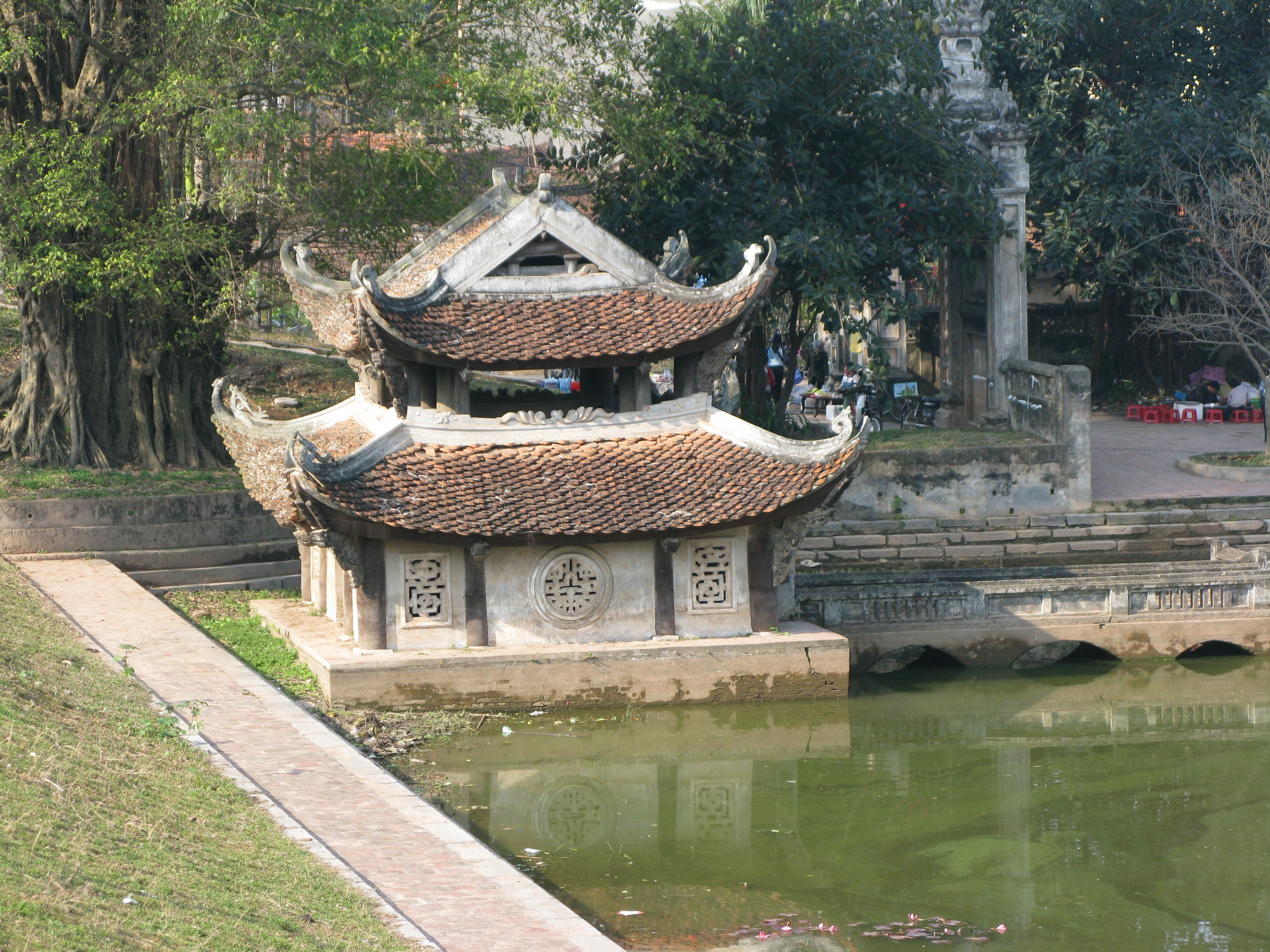
Водный павильон храма Фудонг

В деревне Зыонгда (вьет. Dương Đá) общины Зыонгса проходит праздник храма Батам (вьет. Bà Tấm), посвящённый императорской наложнице И Лан (вьет. Ỷ Lan) и сопровождаемый традиционным поднятием флага (вьет. phất cờ tổng). В общине Нгоктхюи проводится праздник деревни Бакбьен (вьет. Bắc Biên), посвящённый генералу Ли Тхыонг Кьету, сёстрам Чынг и Дао Ки (вьет. Đào Kỳ); сопровождается процессией паланкинов между соседними деревнями и выпуском карпа в водоём.
В общине Батчанг проходит местный праздник, посвящённый Хан Као То (вьет. Hán Cao Tổ), Лы Хау (вьет. Lữ Hậu), божествам Хо Куок (вьет. Hồ Quốc Thần) и Бать Ма (вьет. Bạch Mã Thần), высокопоставленному придворному Кай О Минь Тиню (вьет. Cai O Minh Chính) и полководцу по фамилии Фан; он сопровождается водной процессией, пением и другими церемониями. В общине Лети проводится праздник Тинам (он же Фузёнг), посвящённый Тхань Зёнгу (вьет. Thánh Gióng) и полководцу Хьен Конгу, боровшемуся с захватчиками (сопровождается церемонией жертвоприношения, постановкой битвы, борьбой на палках и соперничеством за кокос).
В деревне Донгзы одноимённой общины проходит местный праздник, посвящённый высокопоставленным придворным Као Шону, Бать Да и Линь Лангу (сопровождается водной процессией и игрой в шахматы). В общине Фудонг проводится праздник Хойзёнг (вьет. Hội Gióng), посвящённый Тхань Зёнгу (сопровождается театрализованными представлениями «для божества» и танцами, которые изображают битву, в которой принимал участие Тхань Зёнг).
В общине Футхи проходит праздник Кешуй, проводящийся в храме в честь регентши И Лан и в общинном доме в честь высокопоставленного придворного Тэй Ви; фестиваль сопровождается церемонией очищения евнуха Нгуен Бонга от ложного обвинения — толпа танцует, употребляет алкоголь и кричит «Bong Sòng». В общине Ниньхьеп проводится праздник пагоды Нань (вьет. Nành), посвящённый Будде Шакьямуни, святой Ман Ныонг, Фап Вану и Чан Хынг Дао (сопровождается церемонией поклонения и другими буддийскими ритуалами).
В общине Ниньхьеп также проходит местный праздник, посвящённый Ли Ню Тхай Лао (вьет. Lý Nhũ Thái Lão) — основательнице вьетнамской народной медицины, базирующейся на применении лекарственных трав (фестиваль сопровождается ритуалами с ладаном, поклонением Ли Ню Тхай Лао и обменом традиционными рецептами). В деревне Тханьам общины Тхыонгтхань проводится местный праздник, посвящённый Нгуен Бинь Кхьему, Дао Ки (вьет. Đào Kỳ) и принцессе Фыонг Зунг (вьет. Phương Dung); фестиваль сопровождается пением куанхо на реке Дуонг. В деревне Хойсо общины Фудонг проходит сельский праздник Во, посвящённый Дык Хоа Бао Тиню и двум его младшим сёстрам (сопровождается танцем тигра).
Старинная деревня Батчанг известна во всём Вьетнаме производством керамики одноимённого стиля (вьет. Gốm Bát Tràng). Эта область богата глиной, что способствовало возникновению здесь производства глиняной посуды и фарфоровых изделий. Согласно исследованиям учёных, керамическое производство зародилось в Батчанге около XIV века. Сегодня в деревне расположены десятки керамических мастерских и большой рынок фарфоровых изделий.

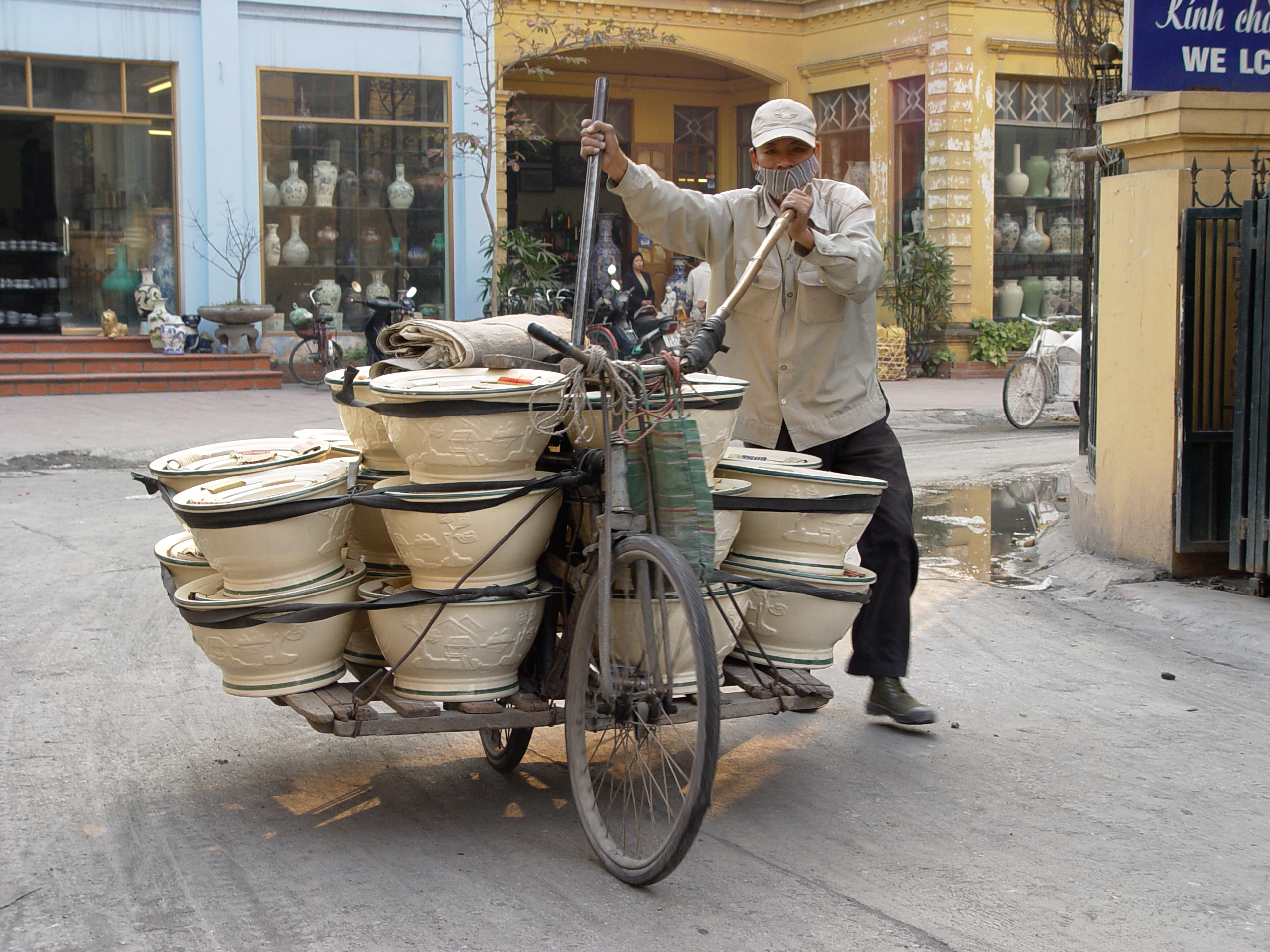
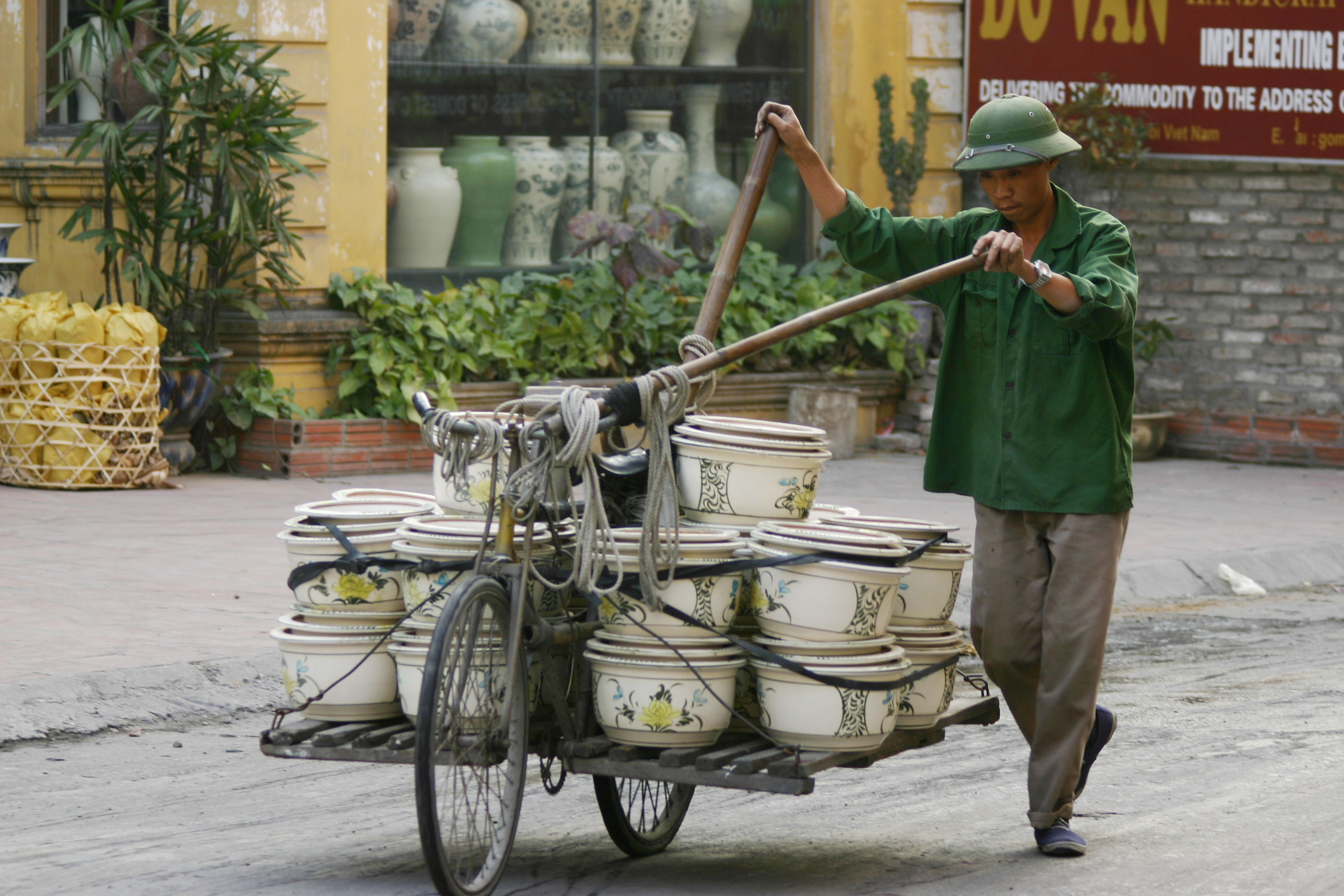
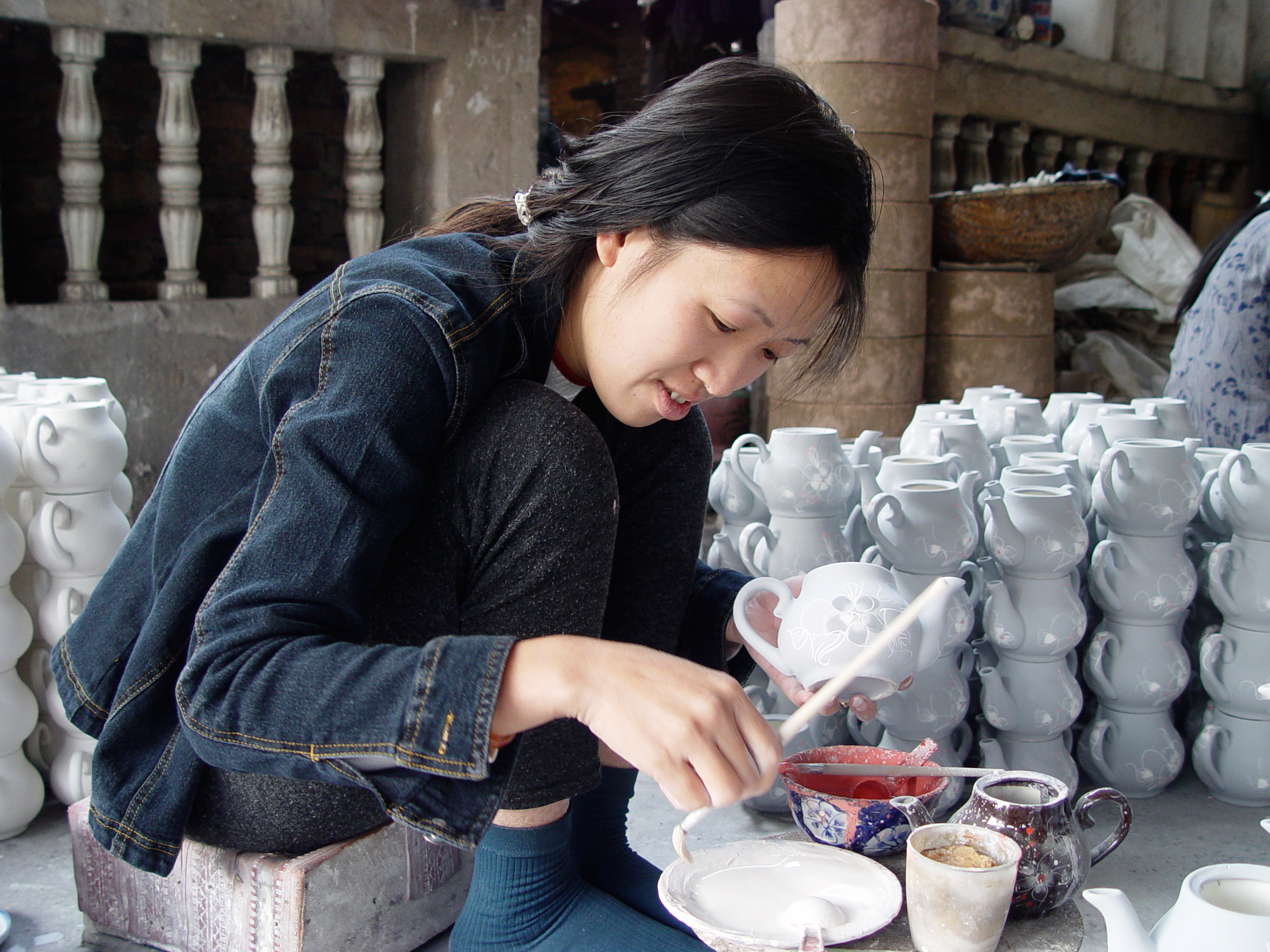
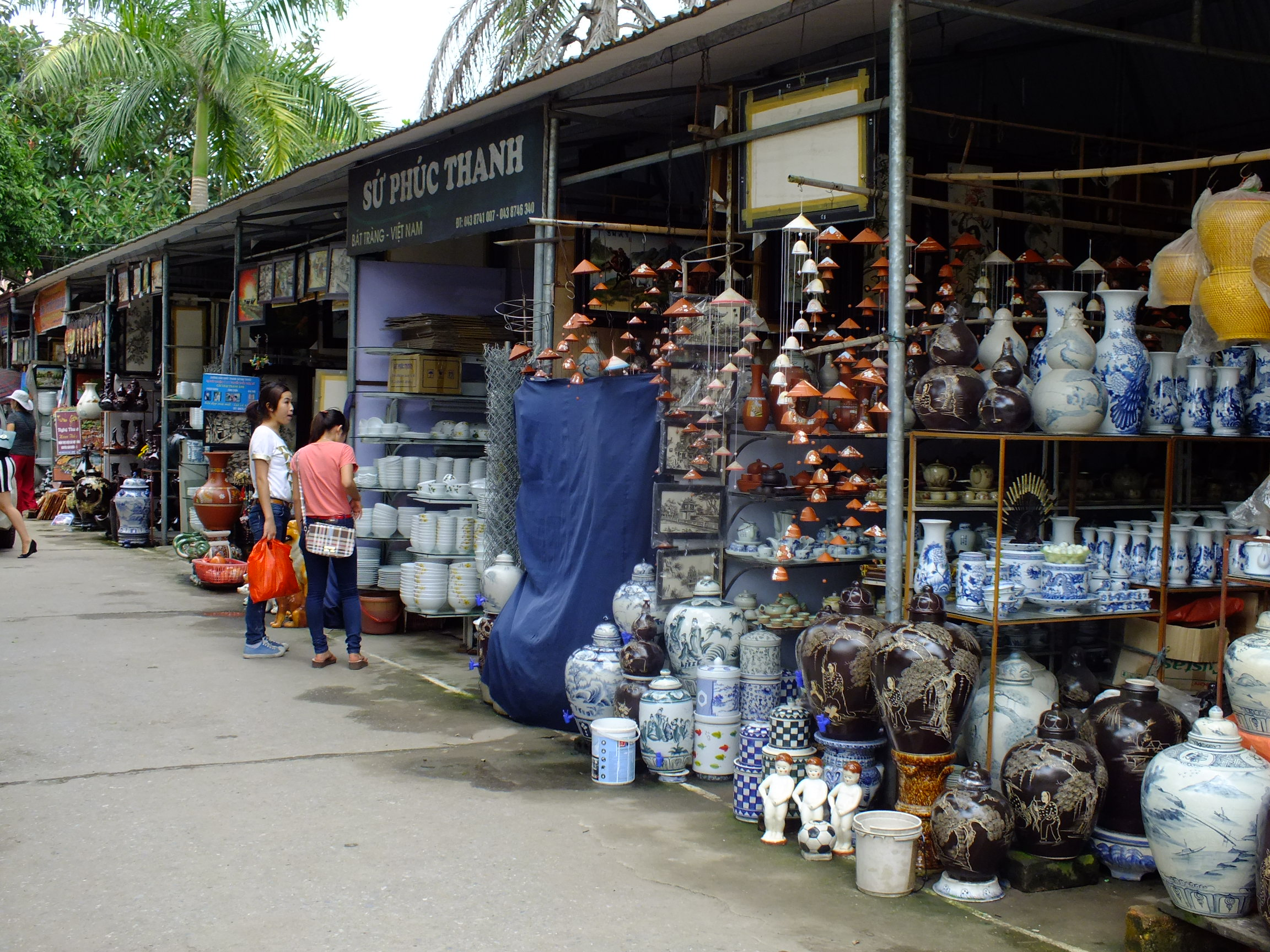
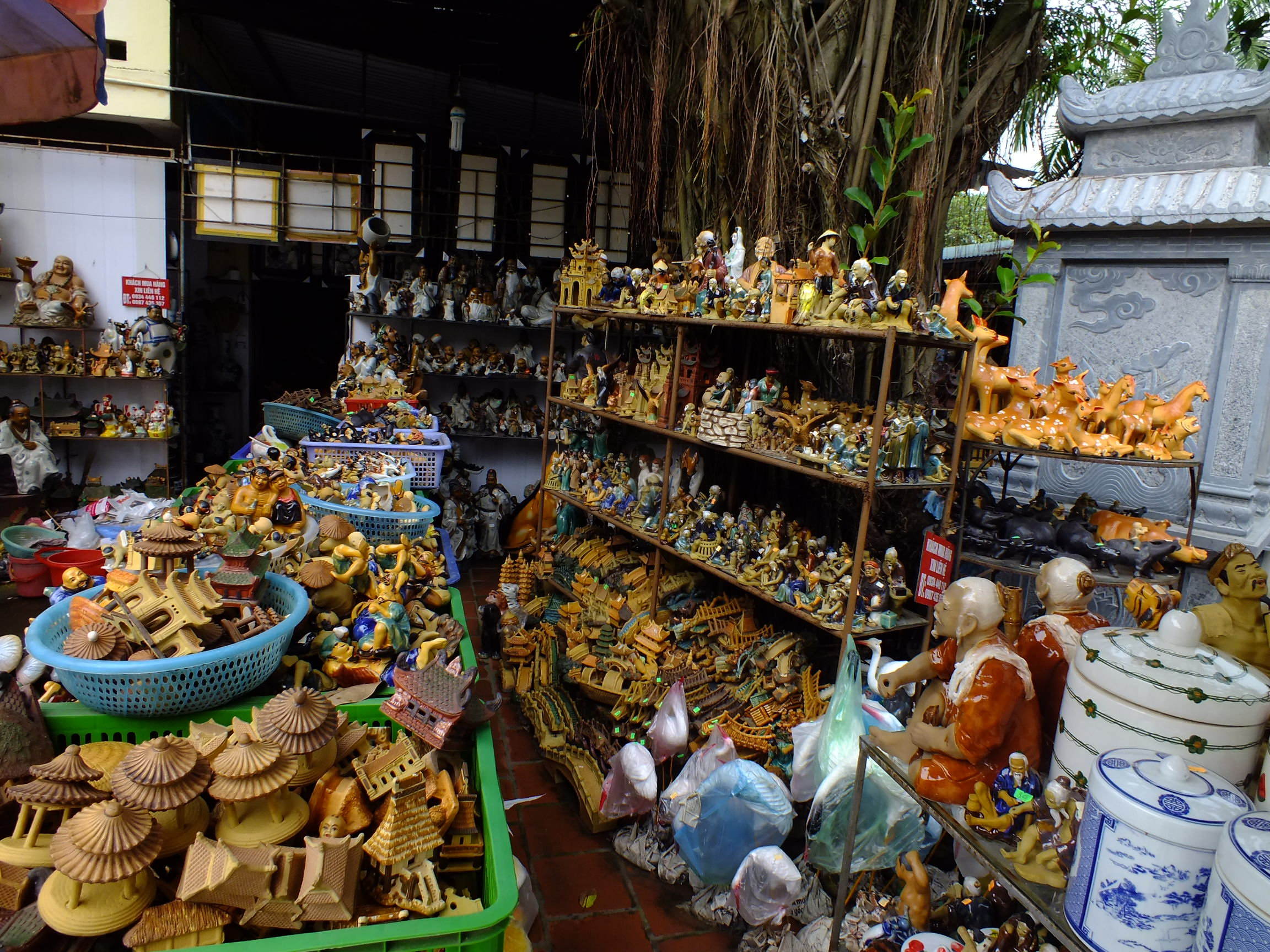
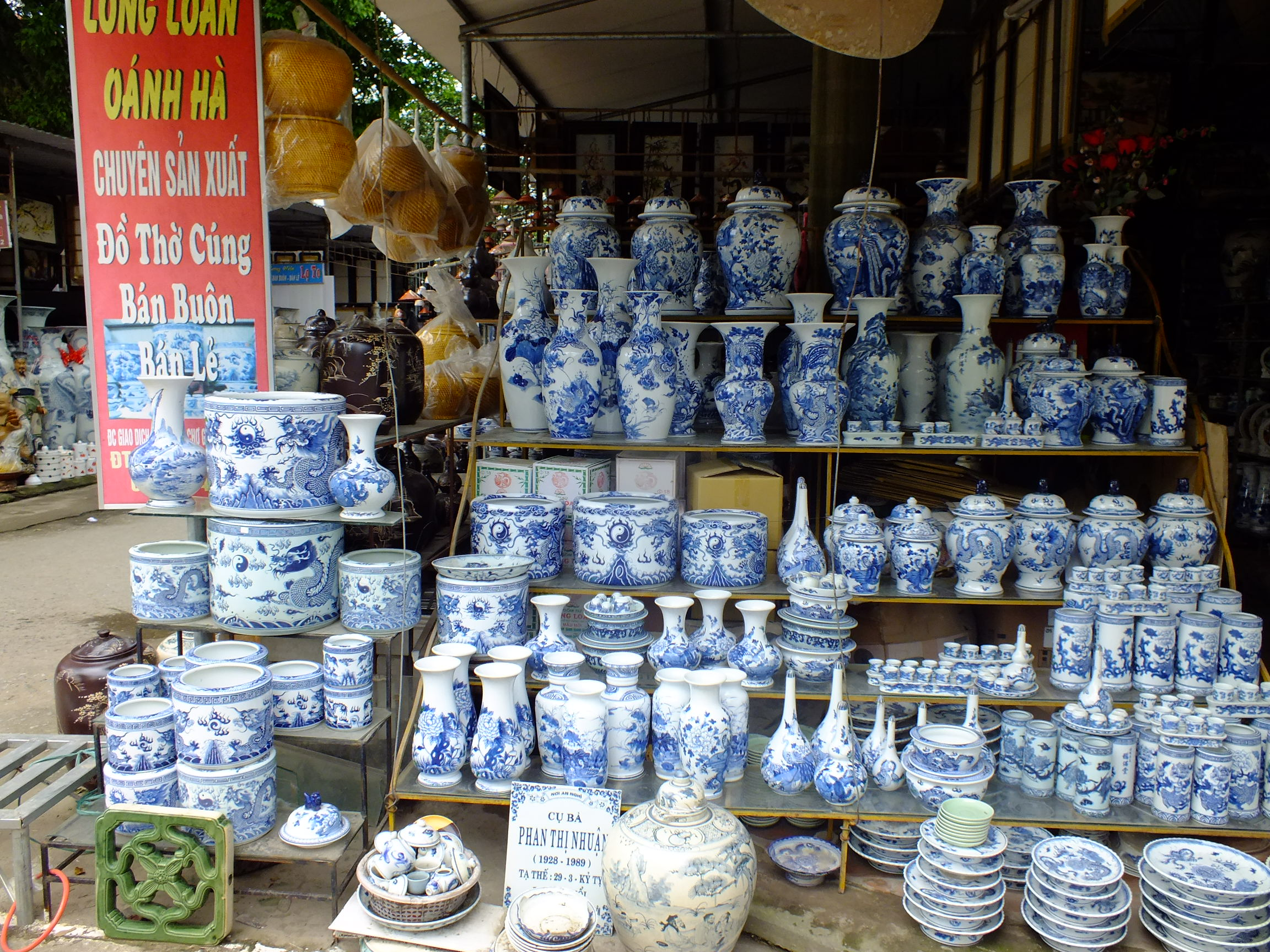
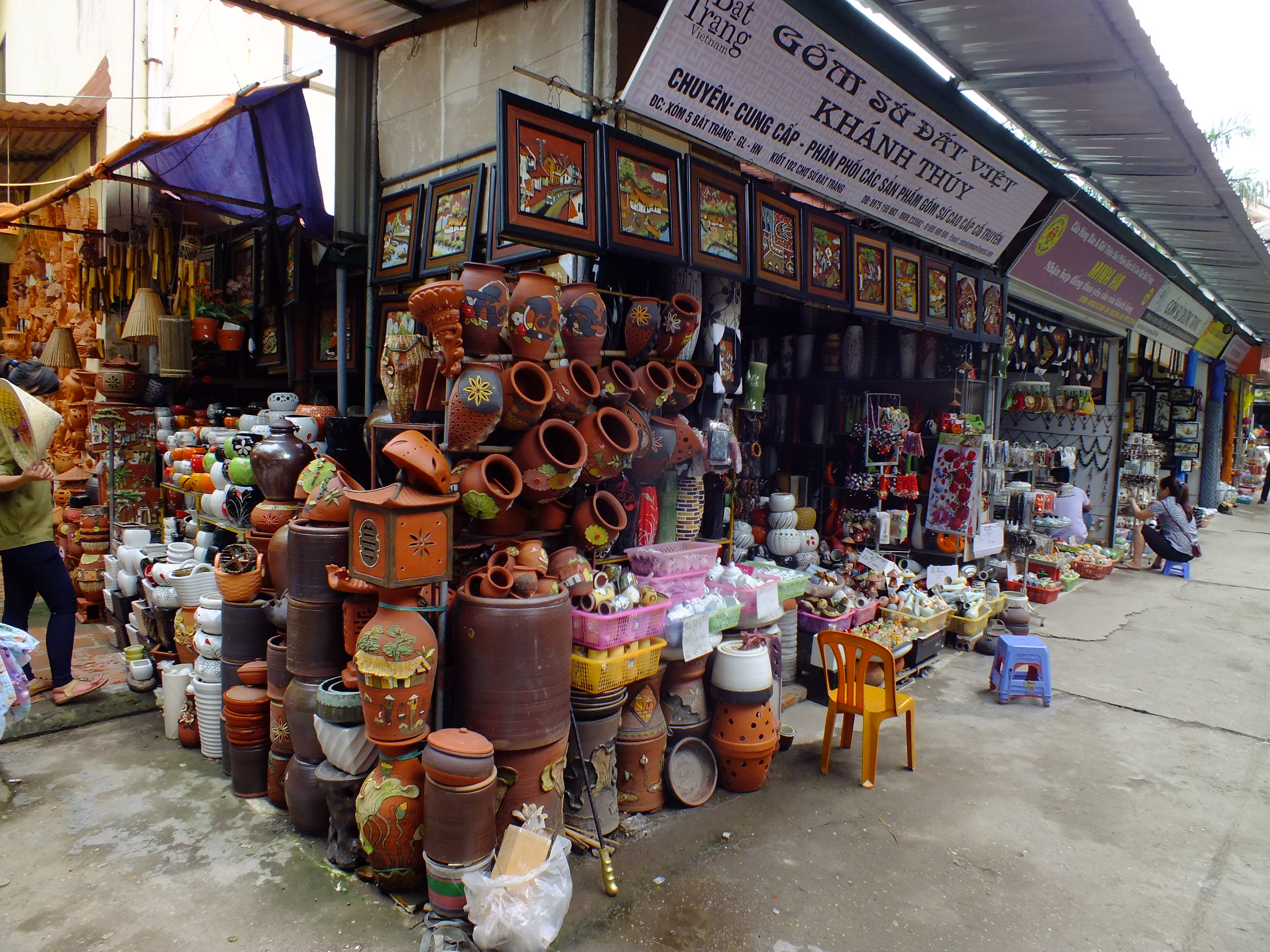
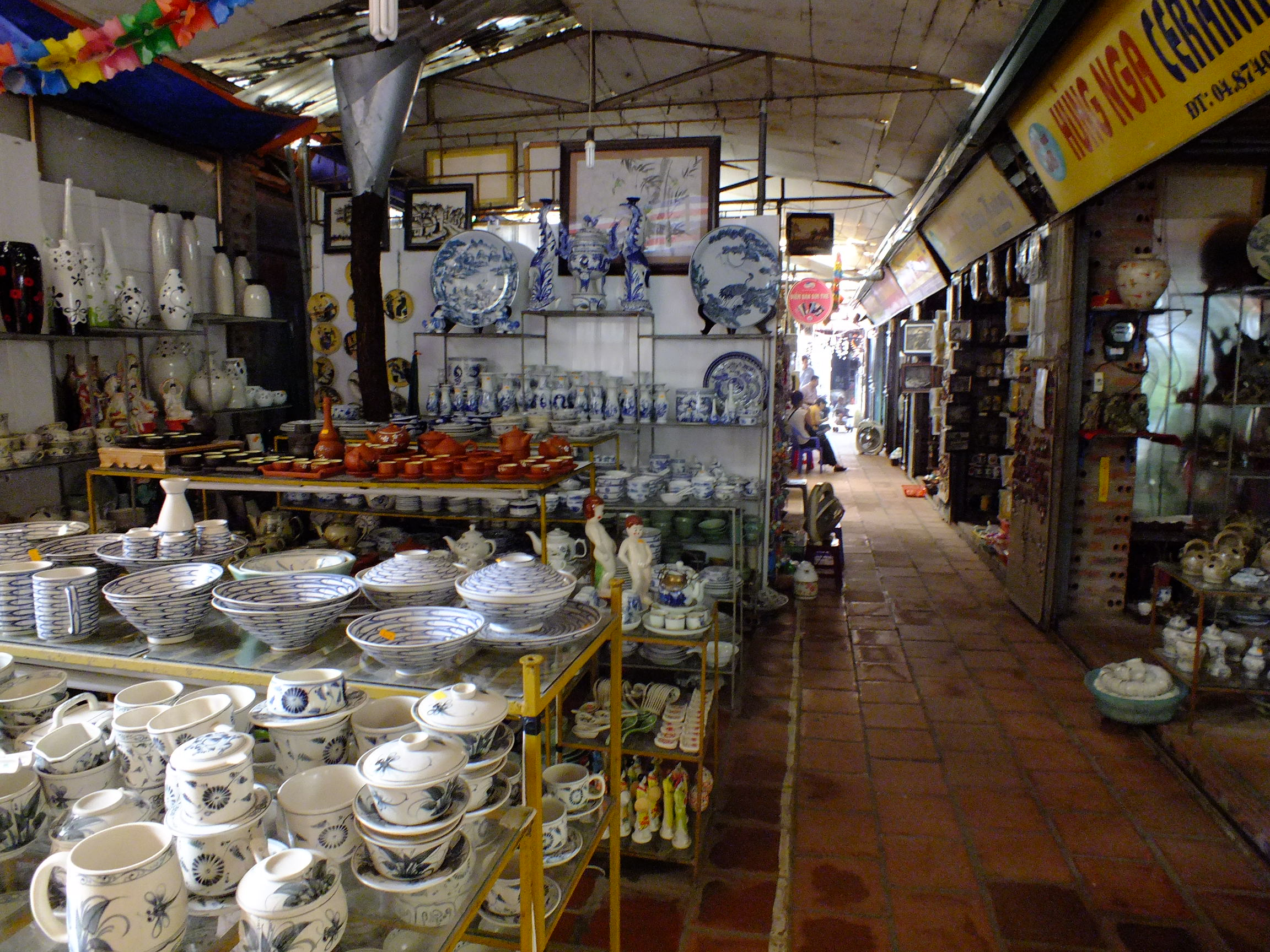
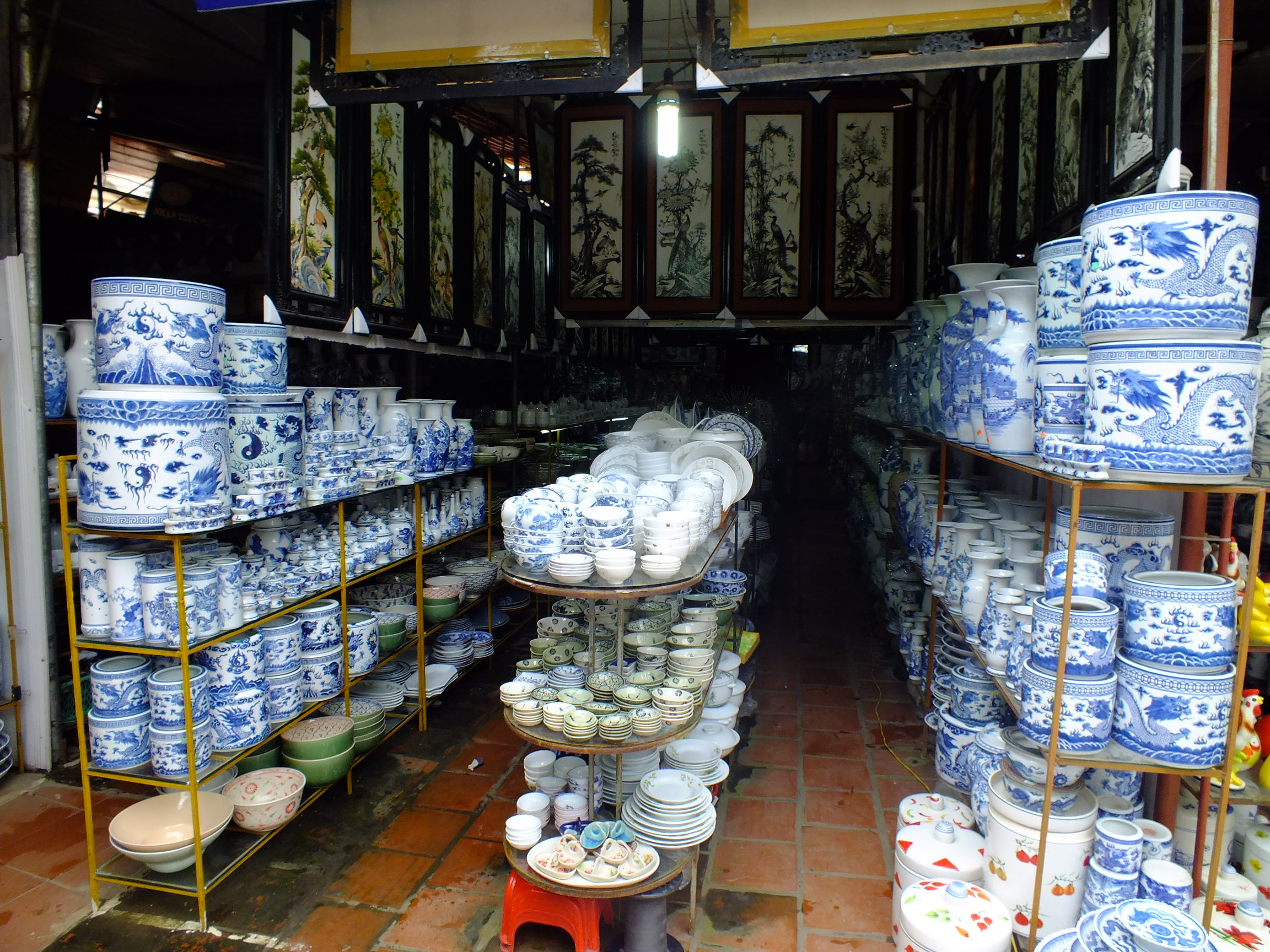
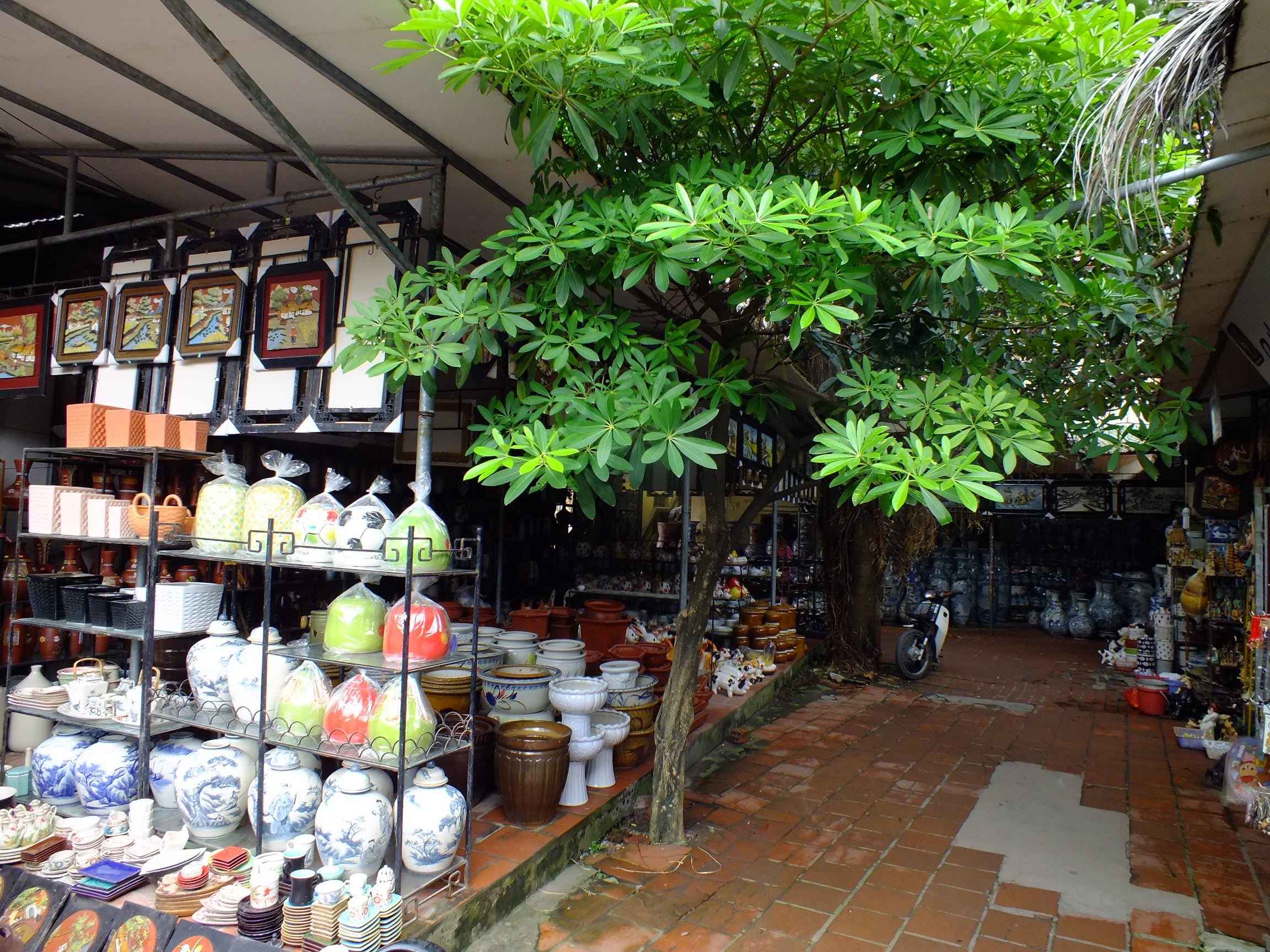
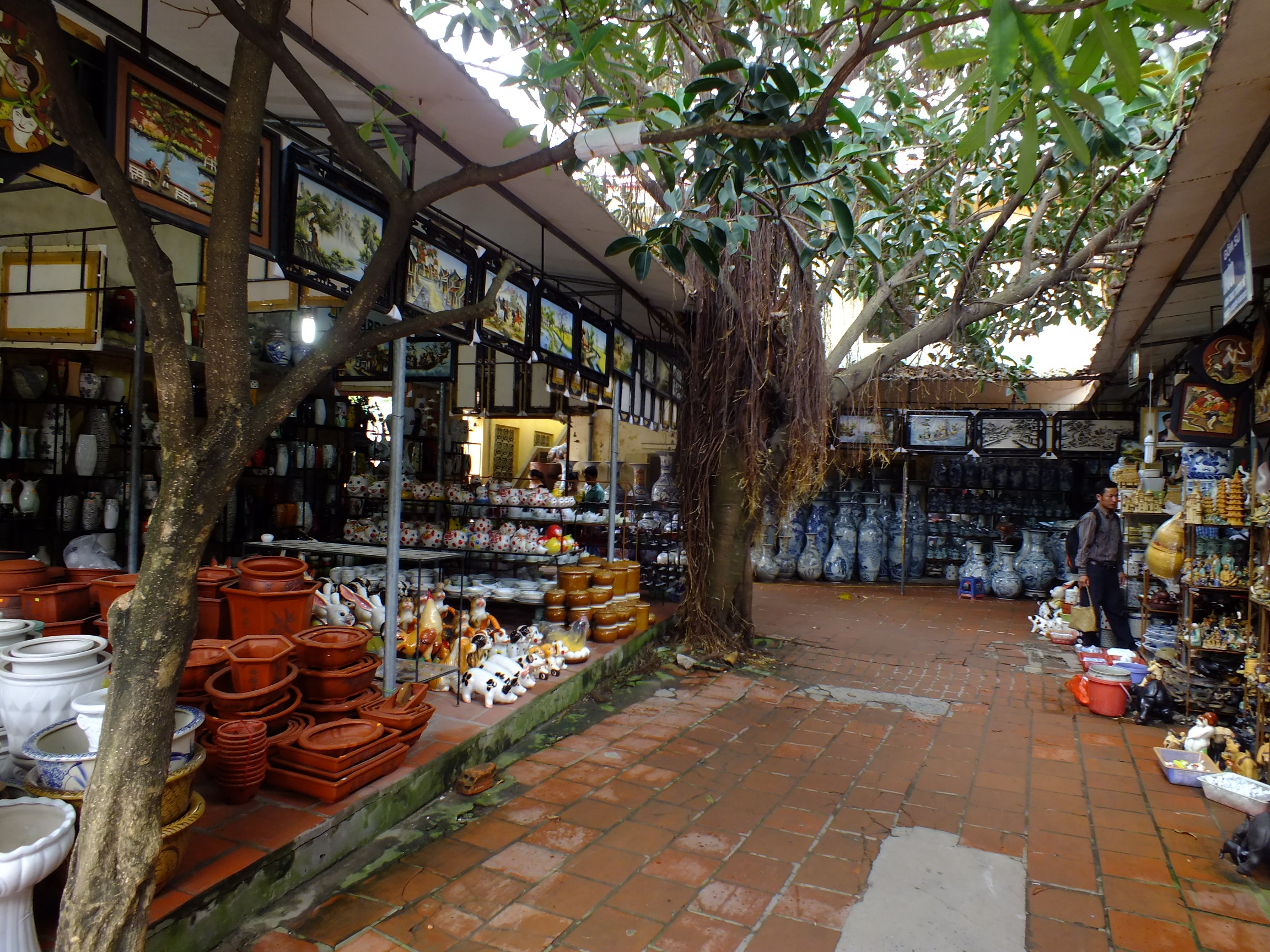
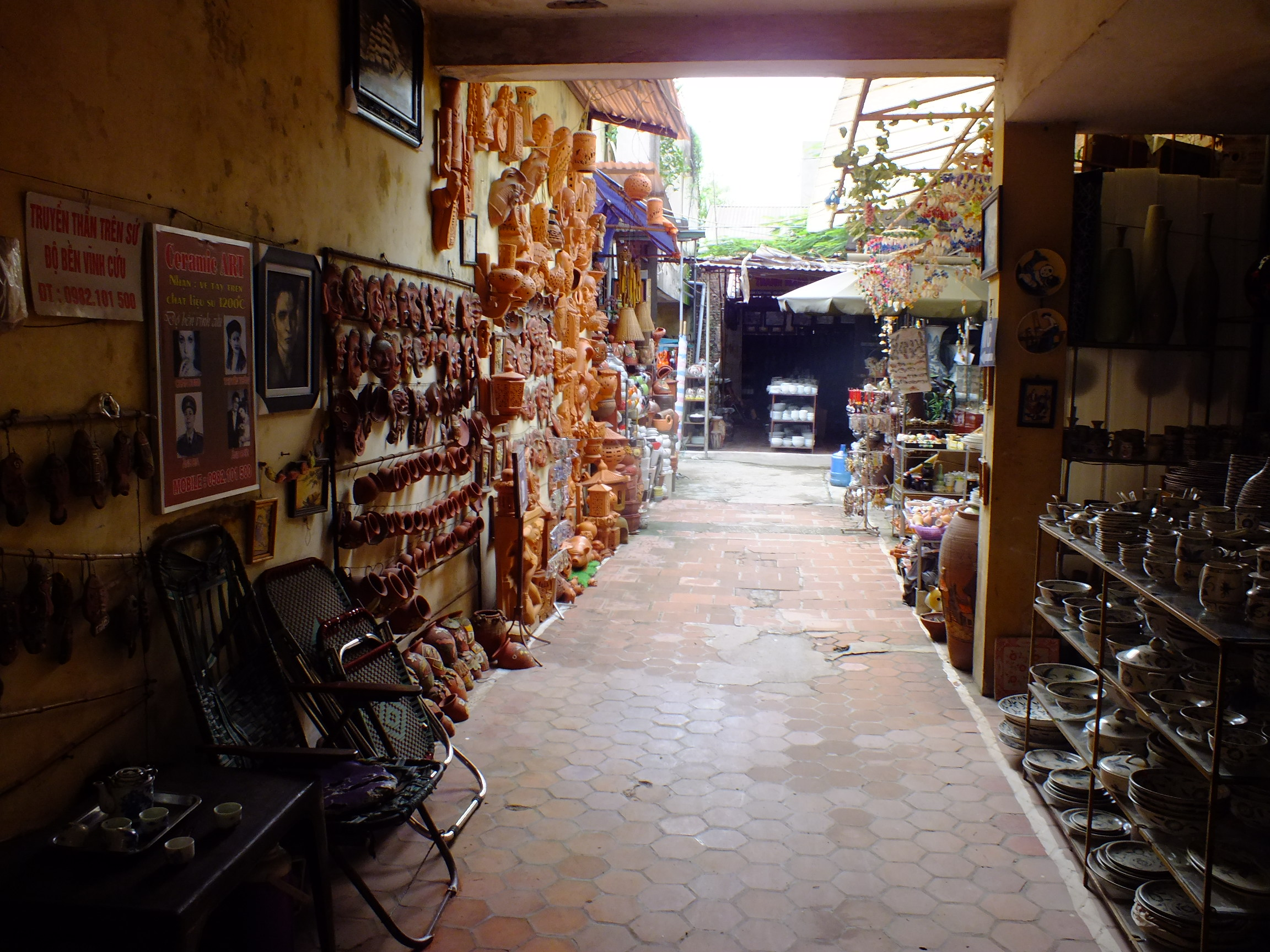
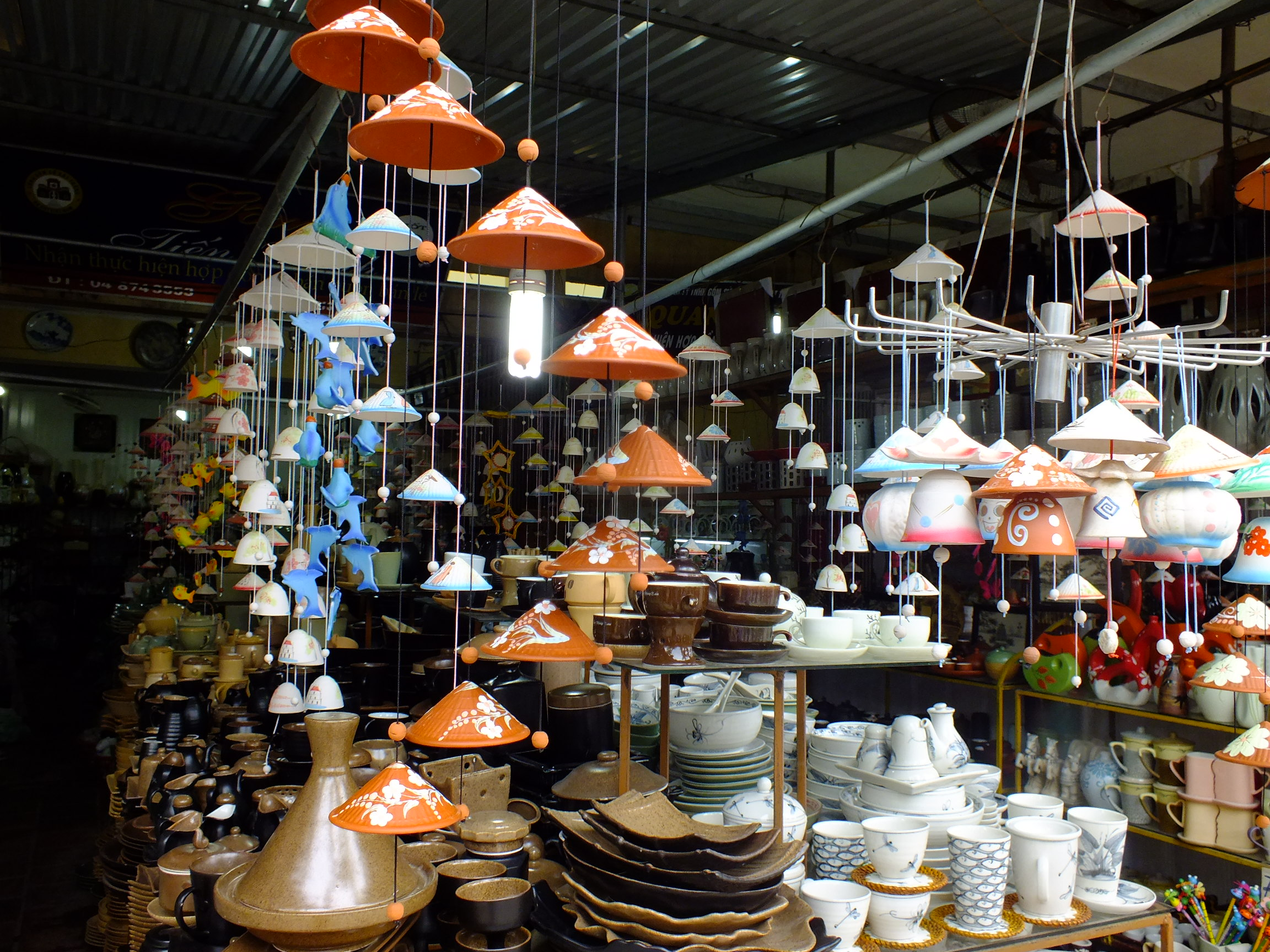
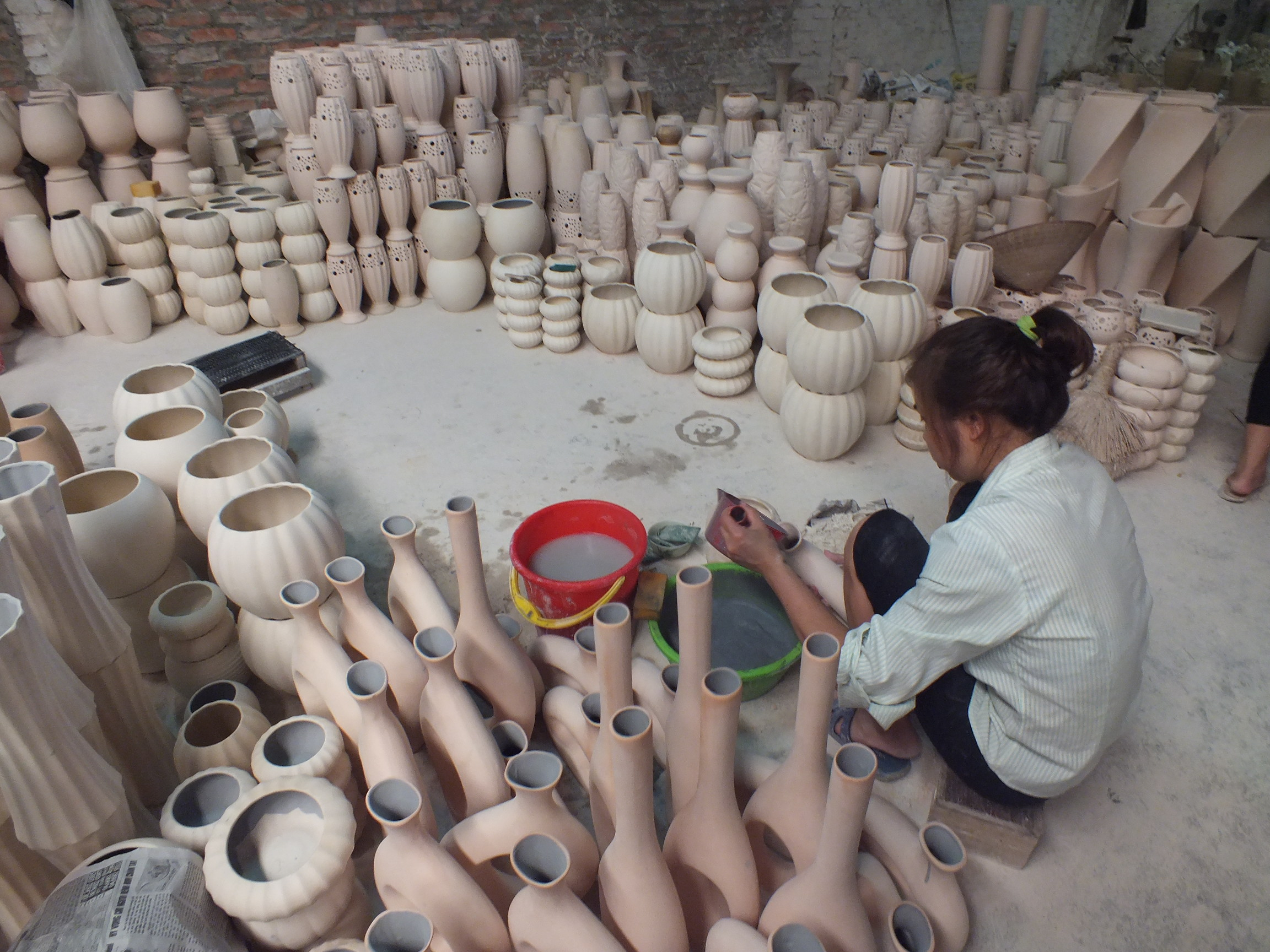

## Образование и наука
В городе Чаукуи (вьет. Trâu Quỳ) базируются Вьетнамский национальный университет сельского хозяйства (вьет. Học viện Nông nghiệp Việt Nam), Исследовательский институт лесного хозяйства (вьет. Viện Nghiên cứu và Phát triển Cây trồng) и Исследовательский институт фруктов и овощей. Также в уезде расположены Ханойский университет текстильной промышленности (вьет. Trường Đại Học Công Nghiệp Dệt May Hà Nội), Национальный колледж экономики и техники, колледж гражданского строительства.